# Nobuo Tobita
Nobuo Tobita (飛田 展男 Tobita Nobuo?,  Prefectura de Ibaraki, Japón, 6 de noviembre de 1959) es un actor de voz japonés, afiliado a Arts Vision. Tobita es más conocido por sus papeles de Kamille Bidan en Mobile Suit Z Gundam, Albert Heinrich/004 en Cyborg 009 (2001) y Sueo Maruo en Chibi Maruko-chan. Su papel en el cual debutó en la actuación fue en el anime de 1982, Cybot Robotchi.

## Filmografía

### Anime
- Angel Densetsu [OVA] (Seiichirō Kitano)
- Angelique (Lumiale)
- Atom: The Beginning (Kensaku Ban)
- Beast Wars (Terrorsaur y Quickstrike)
- Bleach (Kurōdo)
- Captain Tsubasa (Ken Wakashimazu)
- Chibi Maruko-chan (Sueo Maruo)
- Code Geass (Clovis La Britannia)
- Cyborg 009 (Albert Heinrich/004)
- Detective School Q (Yutaka Saburōmaru)
- Digimon Xros Wars (MadLeomon)
- Earthian (Hoshino)
- FAKE (Randy "Ryo" MacLean)
- F-Zero Falcon Densetsu (Dr. Stewart)
- Final Fantasy XII (Vayne Solidor)
- Flame of Recca (Domon Ishijima)
- Fukigen na Mononokean (Nobō)
- Fune wo Amu (Oda-sensei - eps 5,7)
- Fushigi Yūgi (Tomo)
- Gankutsuou (Baptistin)
- GetBackers (Kuroudou Akabane)
- Hellsing [OVA] ( The Major/SS-Sturmbannführer Montana Max)
- InuYasha: Fuego en la isla mística (Kyura)
- Kiddy Grade (Sinistra)
- Hoshi no Kirby / Kirby (Chef Kawasaki, Kabu, Kine, Amon, Crowmon, Galaxia, Arthur, y varios Demon Beasts/monsters)
- Hunter x Hunter (2011) (Meleoron)
- La Pucelle: Tactics (Noir)
- Konjiki no Gash Bell!! (Shin'ichi)
- Madara (Shamon)
- Martian Successor Nadesico (Seiya Uribatake)
- Rockman EXE (Raoul)
- Microman (Edison)
- Mobile Fighter G Gundam (Ulube Ishikawa)
- Mobile Suit Gundam SEED Astray (Rondo Ghina Sahaku)
- Mobile Suit Zeta Gundam (Kamille Bidan)
- Naruto (Ebisu)
- Naruto: Shippuden (Ebisu y Zetsu)
- Oh My Goddess! (Toshiyuki Aoshima)
- Okane ga nai (Kaoruko Someya)
- Plastic Memories (Takao Yamanobe)
- Please Save My Earth (Daisuke Dobashi and Hiiragi)
- Riding Bean [OVA] (Dick)[1]
- Rurouni Kenshin (Kanryu Takeda)
- Saber Marionette J, Saber Marionette J Again & Saber Marionette J to X (Obiichi Soemon y Yang Ming)
- Sailor Moon (Jinta Araki (114), Yamagishi (145), Honjo (154))
- Sailor Moon SuperS (Poupelin)
- Saint Seiya (Aries Shion)(Apsu)
- Samurai Deeper Kyo (Fubuki)
- Samurai Flamenco como el Narrador (ep 3)
- Shakugan no Shana (Dantalion)
- Slayers (Zuuma)
- SoltyRei (Ashley Links)
- Sousei No Aquarion (Jean-Jerome Jorge)
- Super Milk-chan (Dr. Eyepatch)
- Tekkaman Blade (Pegas & Tekkaman Dagger)
- Tekkaman Blade II (Pegas II)
- Tokimeki Memorial Only Love (Misao Kurotokage)
- Transformers SuperLink (Nightscream)
- Yu-Gi-Oh! (primer anime de la serie) (Kiwami Warashibe)
- Yamada-kun to Lv999 no Koi wo Suru (Takezo Kamota)
- YAT Anshin! Uchū Ryokō (Barrabás)
- Yōjo Senki (Adelheid von Schugel)
- Yu Yu Hakusho (Suzaku)

### Tokusatsu
- Kamen Rider Den-O (Bloodsucker Imagin)
- Samurai Sentai Shinkenger (Kagekamuro)
- Tensō Sentai Goseiger (Buredoran)

### Videojuegos
- Hakuōki como (Yamanami Keisuke "Sannan-san") (todos)

### Doblaje
- It (Mr. Keene)
- Shrek (Pinocho)
- The Simpsons (Milhouse van Houten)